# Jason Voorhees
Jason Voorhees es el personaje principal de la serie de películas Viernes 13. Es un psicópata asesino serial dentro del campamento de Crystal Lake, el cual asesina principalmente por venganza. A partir de la tercera película lleva puesta una máscara de portero de hockey para ocultar su rostro y tiene un machete como arma principal para cometer sus crímenes. Apareció por primera vez en Viernes 13 de 1980 como el joven hijo de una cocinera de campo convertida en asesina, la señora Pamela Voorhees, en el que fue interpretado por Ari Lehman. Creado por Victor Miller, con contribuciones de Ron Kurz, Sean S. Cunningham y Tom Savini, originalmente no se pretendía que fuera el principal antagonista. Posteriormente, el personaje ha sido representado en varios otros medios, incluyendo novelas, videojuegos, cómics y la película cruzada Freddy vs. Jason con otro personaje icónico de las películas de terror: Freddy Krueger.
El personaje ha sido principalmente un antagonista en las películas, ya sea acosando y matando a los otros personajes, o actuando como una amenaza psicológica para el protagonista, como es el caso en Viernes 13: Un nuevo comienzo. Desde la representación de Lehman, el personaje ha sido representado por numerosos actores y especialistas, a veces por más de uno a la vez; esto ha causado cierta controversia en cuanto a quién debería recibir crédito por la representación. Kane Hodder es el más conocido de los dobles, habiendo interpretado al personaje cuatro veces.
La apariencia física del personaje ha pasado por muchas transformaciones, con varios artistas de efectos de maquillaje especiales que dejan su marca en el diseño del personaje, incluido el artista de maquillaje Stan Winston. El diseño inicial de Tom Savini ha sido la base de muchas de las encarnaciones posteriores. La máscara de portero de hockey no apareció hasta Viernes 13 Parte III donde Jason roba la máscara a uno de los chicos que asesina en el campamento. Desde Viernes 13, parte VI: Jason Lives, los cineastas le han dado a Jason una fuerza sobrehumana, poderes regenerativos, teletransportación y casi invulnerabilidad. Se le ha considerado como un personaje cuya motivación para matar ha sido la muerte de su madre y su propia rabia y venganza por haber sido acosado y haber muerto ahogado cuando era niño. Jason Voorhees ha aparecido en varias revistas de humor, referenciado en largometrajes, parodiado en series de televisión, y fue la inspiración para una banda de punk de horror. Se han lanzado varias líneas de juguetes basadas en varias versiones del personaje de las películas del Viernes 13. La máscara de hockey de Jason Voorhees es una imagen ampliamente reconocida en la cultura popular.

## Historia
Jason es el hijo del matrimonio compuesto por Elías y Pamela Voorhees. Con once años de edad, fue al campamento Lago Cristal supuestamente ubicado en el estado de Nueva Jersey, Estados Unidos (dadas las referencias en películas como: "Viernes 13 parte ocho: Jason toma Manhattan"), en el que su madre trabajaba como cocinera.
Era un niño víctima de bullying, del cual los demás niños abusaban constantemente, se burlaban de sus discapacidades mentales debido a su hidrocefalia y lo herían física y mentalmente (tal como se puede ver en Freddy vs Jason). Fue tal el abuso en el campamento, que los compañeros de Jason lo persiguieron hasta el lago, donde cayó y como no sabía nadar, se ahogó.
La pareja de cuidadores del campamento Crystal Lake no estaban atentos, ya que se encontraban manteniendo relaciones sexuales, razón por la cual, años más tarde, la mayoría de las veces Jason mataba a los que estaban en esa situación, le encantaba matar parejas sexuales en pleno coito. Pamela Voorhees, su madre, se vengó, dando así comienzo a la masacre de Crystal Lake, conocido posteriormente como "el campamento sangriento". En la primera película no aparece Jason sino su madre, ella es la protagonista convertida en asesina serial en venganza por la muerte de su hijo. Al final de esta primera película la madre es asesinada por la única superviviente de un machetazo que le corta la cabeza. Jason regresa de entre las profundidades del bosque para continuar la venganza, pues resulta no haber muerto cuando era niño sino que pudo salir del agua y huyó al bosque para nunca salir, como se menciona en Viernes 13 parte 2 y, además, él fue testigo de la muerte de su ser más querido: su madre.

## Películas

### Friday the 13th
Varias veces se intentó reinaugurar el campamento Crystal Lake, a partir del asesinato violento y cruel de dos consejeros del campamento del cual nunca fue encontrado el culpable, ya que Pamela Voorhees sabía cómo actuar sin dejar rastro. Mientras, sucedían cosas extrañas que indicaban una maldición para los habitantes de Lago de Cristal, el agua fue envenenada y el campo incendiado. Todo resultó ser obra de Pamela Voorhes. A pesar de todo, en 1979 Steve Christy decidió de una vez por todas reabrir el campamento.
Una masacre dentro del campamento fue desatada. Cada uno de los jóvenes fue cruelmente asesinado a manos de Pamela Voorhees, hasta que la última sobreviviente, una chica llamada Alice (Adrienne King), encuentra a Pamela, quien le relata toda la historia detrás de su venganza personal, para luego enfurecerse y tratar de matarla. Finalmente, Alice sale librada y victoriosa del enfrentamiento cortando en defensa propia la cabeza de Pamela con un machete, hecho que marca el nacimiento de la psicosis de Jason Voorhees. Después, cuando escapa de Lago de Cristal en una barca, Jason sale del lago para matarla, pero resulta ser un sueño y despierta en el hospital con el sheriff al lado suyo, quien le dice que la encontraron en un bote a mitad del lago dormida.

### Friday the 13th Part II
Cinco años más tarde (1985), un ciudadano de Crystal Lake, Paul Holt (John Furey), decide no escuchar las advertencias, y abre un nuevo campo de entrenamiento para jóvenes que buscan trabajo de verano como consejeros. A este punto ya es grande el rumor de que Jason ha sido visto con vida en los alrededores y que ha atacado gente para sobrevivir. De nuevo, un atacante extraño que cubre su cara con una sábana de almohada, entra al campamento y mata a los estudiantes uno por uno, sin piedad ni consideración alguna, hasta encontrarse frente a frente con otra sobreviviente, Ginny (Amy Steel). Esta, huyendo de Jason (Warrington Gillette), logra llegar hasta la cabaña en donde él vive y engaña al atacante haciéndose pasar por su madre al colocarse su ropa. El asesino ya es ahora identificado como el supuestamente ahogado Jason Voorhees, al que Ginny ataca con un machetazo en el hombro. Luego de matar a Jason, ella regresa al campamento donde dentro de una cabaña se dispone a salir de ahí, pero es atacada por Jason, quien entra rompiendo la ventana y ahora sin máscara, revelándose a así que tiene una deformidad en el ojo, usa cabello largo y barba. Algo particular en la película es que durante la mayor parte de esta, Jason porta un pico con forma de "T" con el cual uno esperaría que matara a sus víctimas. A pesar de esto, siempre usa otra arma para hacerlo, excepto con el sheriff que entra en su cabaña. Otra particularidad es la introducción del filme con Alice, la sobreviviente de la anterior entrega, quien está manteniendo una pesadilla recordando escenas cuando estuvo frente a Pamela Voorhees (Betsy Palmer). Luego, mientras sospechaba de la presencia de alguien, es asustada por un gato que entra a la cocina saltando por la ventana. Al tranquilizarse un poco, abre la nevera y encuentra una cabeza, poco después aparece Jason detrás de ella para matarla.

### Friday the 13th Part III

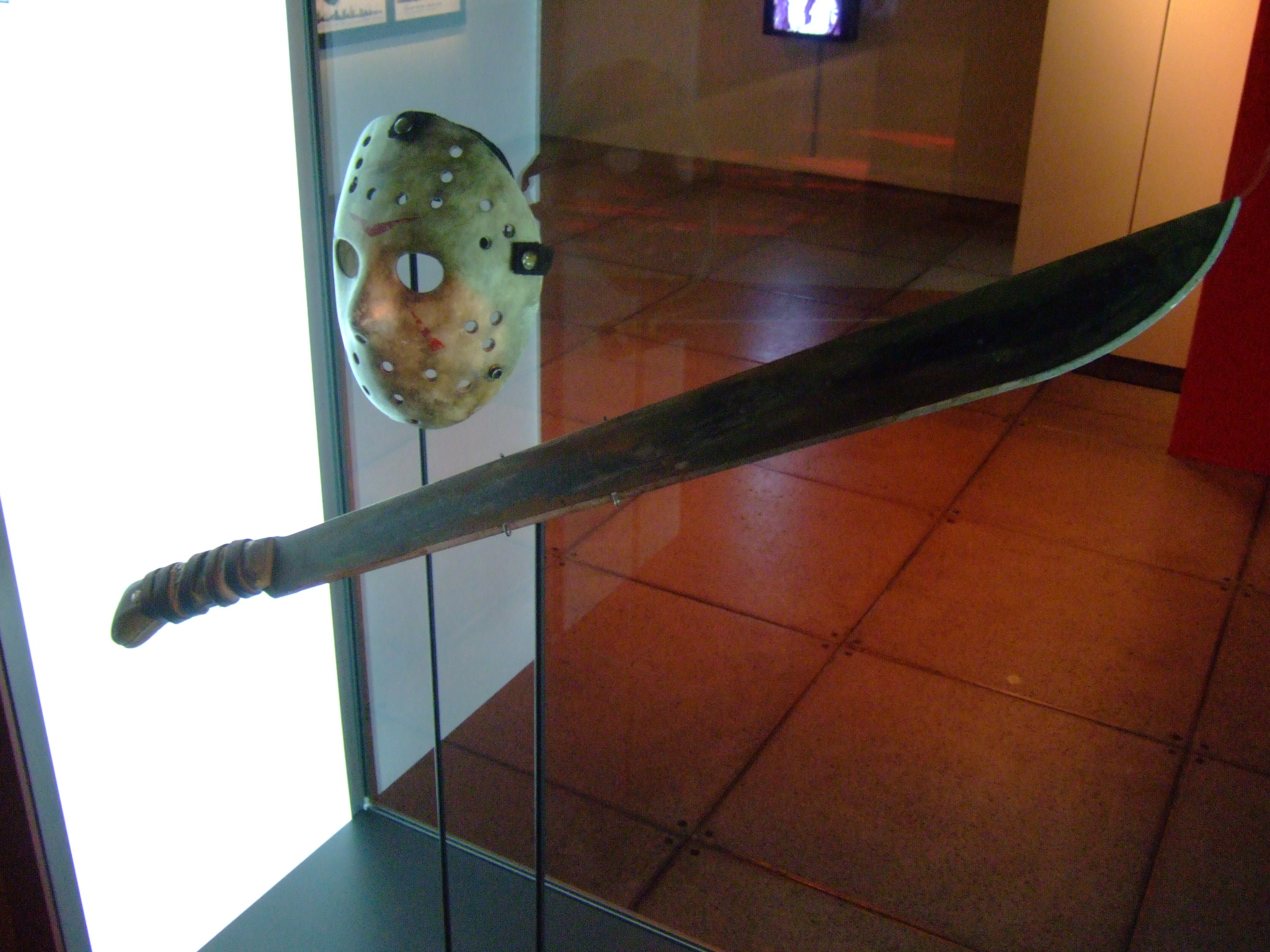
Máscara y machete en Parte III.

Jason Voorhees continúa la venganza por la muerte de su madre Pamela Voorhees. Un idílico verano va a convertirse en la peor de las pesadillas para otro grupo de despreocupados jóvenes. Ignorando el legado de sangre del campamento Crystal Lake, Chris Higgins (Dana Kimmell) y un grupo de amigos deciden ir a un rancho cercano en las afueras del lugar, con el objetivo de pasar un fin de semana. Para entonces, la Policía continúa buscando a Jason Voorhees (Richard Brooker) y, según la única víctima sobreviviente de su última masacre, se cree que el asesino todavía ronda los bosques del pueblo. Los adolescentes y una banda de motociclistas van cayendo víctimas del maníaco Jason, quien los acecha a cada momento, pero finalmente, se tiene noticias sobre su paradero cuando su cuerpo es encontrado tras enfrentarse a Chris. Para entonces, el asesino porta una máscara de portero de Hockey, que la obtuvo para cubrir su horrendo rostro quitándosela al bromista Shelly (Larry Zerner), otra víctima suya. Al final Chris, en lo que parece ser una alucinación, ve de nuevo a Jason, pero esta vez sin máscara. Al terminar esa alucinación al parecer el cadáver de Pamela Voorhees sale del lago y la hunde en el fondo del lago, para terminar siendo esto un sueño, pues al final de la película se ve que es llevada por unos enfermeros rodeada de policías, patrullas y ambulancias, al parecer, a un hospital psiquiátrico.[cita requerida]

### Friday the 13th: The Final Chapter
Luego del final de la tercera parte, Jason Voorhees es llevado a la morgue junto a todas las víctimas que mató en la tercera película a un hospital cercano para ser identificado y enterrado. Sin embargo, éste se libera y luego de asesinar a los encargados de la morgue se dirige al bosque en Crystal Lake, para seguir cobrando venganza por la muerte de su madre. Ahí, después de asesinar a jóvenes vacacionistas de la forma más cruel posible, Jason ataca a Tommy Jarvis (Corey Feldman) y su hermana (Kimberly Beck) donde es finalmente asesinado y despedazado por Tommy.

### Friday the 13th: A New Beginning
Perturbado e internado, Tommy Jarvis (John Shepherd) enfrenta a Roy Burns, quien usando la leyenda de Jason, se disfraza como el asesino para cobrar venganza de un paciente del mismo internado que asesinó a su hijo. Al final, Tommy mata a Pam (Melanie Kinnaman), otra sobreviviente de la masacre causada por Roy y es mandado a un manicomio, aunque  se debate si esto pasó realmente o fue una alucinación.

### Friday the 13th Part VI: Jason Lives
Siete años después, Tommy Jarvis sale del manicomio y decide de una vez por todas acabar con esos recuerdos de Jason, tratando de incinerar su cuerpo en la tumba. Un caso desafortunado, pues al enterrar una vara de metal en el cuerpo de Jason, este es golpeado por un rayo que da vida de nuevo al psicópata multihomicida. Jason de nuevo regresa a Crystal Lake (renombrado Forest Green), y comienza a asesinar a todos los habitantes del nuevo campamento establecido ahí. Con ayuda de una joven llamada Megan (Jennifer Cooke), Tommy Jarvis logra vencer a Jason sujetándole una piedra al cuello con una cadena y hundiéndolo en el lago. Después, desaparece.
Sin embargo, Jason sobrevive a pesar de que un motor de lancha le despedaza el rostro haciendo pensar que este había sido derrotado finalmente. Como detalle curioso puede citarse la introducción de la cinta, muy basado en el "gunbarrel" de todas las películas de James Bond, secuencia donde Bond aparece caminando y de repente dispara, llenándose de sangre la pantalla. En este caso Jason aparece lanzando un tajo con su machete.

### Friday the 13th Part VII: The New Blood
Tina Shepard (Lar Park-Lincoln) es una chica que ha cargado toda su vida con un don especial: es capaz de matar y revivir cosas con su mente. Este extraño poder telequinético la ha hundido en un profundo pozo depresivo, debido a la culpabilidad por la muerte accidental de su padre, ocurrida años atrás en Crystal Lake. Alan Crews (Terry Kiser), su psicólogo, y Amanda Shepard (Susan Blu), su madre, deciden regresar con ella al lugar del accidente para que se enfrente a sus viejos temores. Allí, Tina libera por error al zombificado Jason Voorhees, quien se encontraba sujeto a una piedra al cuello con una cadena en el fondo del lago, y con sus poderes lo devuelve a la vida. Nuevamente Crystal Lake se verá amenazado por el asesino enmascarado que, sin remordimiento alguno, volverá una y otra vez a despachar a los desprevenidos campistas del lugar, hasta que después Tina se enfrenta a Jason, reviviendo a su padre como último recurso, tras lo cual este usa una cadena para hundir de nuevo a Jason Voorhees en Crystal Lake.

### Friday the 13th Part VIII: Jason Takes Manhattan
En Friday the 13th Part VIII: Jason Takes Manhattan, a cargo del estricto profesor Charles McCulloch (Peter Richman), un grupo de jóvenes en el último curso de instituto viaja en el lujoso crucero SS Lazarus que se dirige rumbo a Nueva York. La joven Rennie Wickham (Jensen Daggett), sobrina de McCulloch y una de las estudiantes, sufre varias visiones en las que es atacada por un joven niño desfigurado. Pronto, las visiones se convierten en realidad: el maniático homicida Jason Voorhees (Kane Hodder) ha sido revivido de su tumba de agua por error con electricidad, logrando embarcarse junto con los desafortunados estudiantes. Será así como dejará un rastro de víctimas en el barco hasta llegar a destino, donde perseguirá a los chicos por las calles y recovecos de Manhattan. Rennie y su novio Sean Robertson (Scott Reeves), junto a algunos de los supervivientes del crucero, huirán del asesino Jason hasta llegar a las cloacas de Manhattan. Cuando llegan a las cloacas e intentan escapar, Jason es barrido por toda el agua que se liberaba a medianoche contaminada con residuos tóxicos, dando fin a Jason, al menos por un tiempo. Curiosamente, cuando Jason es golpeado por el agua, la piel se le desprende como sucedería con la de una serpiente. Después de esto, Jason queda con la piel como nueva.

### Jason Goes to Hell: The Final Friday
En Jason Goes to Hell: The Final Friday, el FBI encuentra a Jason después de tenderle una trampa y le disparan a muerte. Craighton Duke (Steven Williams), un cazarrecompensas, afirma que Jason sigue vivo, y que solo puede ser asesinado a través de otro Voorhees. Jason entonces pasa de un cuerpo a otro y continúa su interminable masacre. Es finalmente vencido por su sobrina (Kari Keegan) y aparentemente la serie de asesinatos por parte de Jason termina de una vez por todas. Al final se ve una escena en la que sale la mano del mismísimo Freddy Krueger para llevarse la máscara de Jason.

### Jason X
Después de que el Ejército de los Estados Unidos finalmente captura a Jason Voorhees (Kane Hodder) en 2010 y no sabe qué hacer con él, se decide ponerlo entonces en congelamiento. Pero Jason logra liberarse y tras quedar atrapado con la doctora Rowan (Lexa Doig) en la cámara de refrigeración, los dos quedan congelados. 
Cuatro siglos después, ambos cuerpos son encontrados en lo que solía ser la Tierra, por un grupo de estudiantes viajando en su nave espacial, que proviene de la Tierra II. Ambos son descongelados y Rowan les advierte del peligro (¡es una imparable máquina de matar!), pero no es escuchada. Hasta que es enfrentado por un androide (Lisa Ryder), siendo Jason presuntamente derrotado, pero nada más lejos de la realidad, un fallo en el sistema de la nave hace que Jason sea regenerado, convirtiéndolo en Uber Jason, más fuerte y potente, y vuelve a estar dispuesto a hacer de las suyas. Al final, Uber Jason cae al planeta de los protagonistas, concretamente en un lago.
En esta parte, se cambia totalmente la idea original de Jason, pues al tomar forma de androide, la película tiende a ser de aventura en vez de terror como las anteriores, que recuerda más a la saga de Alien que a un slasher convencional. Cambia el acostumbrado machete por una especie de machete futurista y su cuerpo se torna metálico.

### Freddy vs. Jason
Se cree que durante el tiempo que Jason (Ken Kirzinger) estuvo libre después de los sucesos de "Jason va al infierno", fue revivido y utilizado como objeto por otro legendario asesino: Freddy Krueger (Robert Englund), quien lo usa para revivir su nombre en Springwood para alimentarse del miedo que Jason provoca en los habitantes para volver a hacer de las suyas. Cuando Jason se sale de control, Freddy entiende que Jason le está quitando crédito y se enfrenta a él. Freddy es devuelto a la realidad y tras una larga batalla, Jason emerge del lago junto con la cabeza de Freddy en la mano derecha. Un instante después, Freddy guiña el ojo a los espectadores con una sonrisa, diciendo tal vez que no ha terminado su pelea.

### Friday the 13th(2009)
La trama inicia cuando la única chica superviviente de la masacre de la señora Voorhees logra decapitarla y se ve al pequeño Jason escuchando la voz de su madre quien le dice mata, castígalos por lo que nos hicieron. Casi 30 años después se ve a un grupo de jóvenes campistas que buscan marihuana. Una de las chicas (Amanda Righetti) es parecida a la madre de Jason (Derek Mears). Confundido, en vez de matarla como al resto del grupo, la encierra en el sótano de su cabaña pensando que es la personificación de su madre.
Clay (Jared Padalecki), el hermano de esta chica desaparecida, decide ir al bosque del legendario Crystal Lake a buscarla. Lo que no sabe es que entre las sombras se encuentra el visceral y sanguinario asesino Jason Voorhees quien, al principio cubierto por una funda de almohada, pero que después sustituye por una máscara de hockey robada a una de sus víctimas a la que mata, no dejará marchar a su "madre" así como así. Empezará una sanguinaria matanza en la que todos los amigos de la chica que ayuda a Clay caerán, menos él y su hermana, que conseguirán colgar a Jason de una cadena; y Whitney la hermana de Clay, utilizando su parecido con la madre de Jason, le clava su machete cerca del corazón. Cuando tiran el cadáver al lago y ya se abrazan, sale Jason del agua y los ataca acabando así la película.

## En la cultura popular
Jason ha protagonizado varios cómics, publicados por la editorial Topps Comics, algunos de ellos cossovers como Jason vs. Freddy, Freddy vs. Jason vs. Ash o Jason vs. Leatherface.
Friday the 13th: The Computer Game, a menudo abreviado como Friday 13th, es la primera adaptación de un videojuego basada en las películas del mismo nombre. Fue lanzado en 1986 por Domark para Amstrad CPC, Commodore 64 y ZX Spectrum, tanto en disquete como cinta de casete. El objetivo del jugador es encontrar y matar a Jason, mientras se asegura de que este no mate a sus amigos ni a ellos mismos.
En 1989, la empresa LJN Toys lanza al mercado el videojuego para la consola Nintendo Entertainment System, llamado Friday the 13th.
El 10 de marzo de 2015, Jason fue revelado como personaje en Mortal Kombat X.
En 2017 es lanzado Friday the 13th: The Game, Jason es el protagonista del juego basado en la serie de películas. Los jugadores pueden interpretar al famoso asesino o a uno de los campistas que intentan escapar de él.